# 南巴郡
南巴郡，中国南北朝时设置的郡。
南朝梁置南巴郡，属高州。治所在南巴县（今广东省高州市东、一说在茂名市电白区东）。辖境相当今广东省茂名市一带。南朝陈沿置，下辖南巴县、梁封县。隋文帝开皇九年（589年）隋灭陈，废南巴郡，南巴县、梁封县地入高州，梁封县改为义封县。